# Курт Бек
Курт Бек (нім. Kurt Beck; нар. 5 лютого 1949, Бад-Бергцаберн, земля Рейнланд-Пфальц) — німецький політик, колишній голова СДПН (2006–2008). Колишній прем'єр-міністр землі Рейнланд-Пфальц (1994–2013) і голова земельної організації СДПГ (1993–2012).

## Біографія
З 1963 по 1968 працював електриком. Після військової служби в 1968–1969 роках, він закінчив вечірню школу в 1972 році. З тих пір він працював представником співробітників на заводській раді.
Бек — католик. Він живе зі своєю дружиною, Росвітою, на якій він одружився в 1968 році в Штайнфельді, Рейнланд-Пфальц. У них один син (Стефан Бек).

## Політична діяльність
Член СДПН з 1972 року.
З 2000 до 2001 Бек був президентом бундесрату.

## Нагороди
У 2002 році він отримав звання почесного громадянина провінції Ополе.